# Shotcut
Shotcut（ショットカット）とは、FreeBSD 、Linux 、macOS 、Windows で利用できる、自由ソフトウェアでクロスプラットフォームの動画編集ソフトウェアである。Shotcutは2011年にDan Dennedyによって開始され、 MLTマルチメディアフレームワーク で開発された。 

## 特徴
Shotcutは、 FFmpegを介することで、多数のビデオ、オーディオ、および画像フォーマットをサポートしている。タイムラインを使用して、さまざまなファイル形式で構成される複数のトラックのノンリニアビデオ編集を行うことができ、スクラブとトランスポートの制御は、OpenGL GPUベースの処理によって支援され、多数のビデオおよびオーディオフィルターが利用可能である。 なお、標準で日本語に対応している。
- FFmpegによるフォーマットのサポート 
  - 多くのフォーマットに対応したフレーム精度の高いシーク
- ウェブカメラとオーディオのキャプチャ
- ネットワークストリームの再生（HTTP、HLS、RTMP、RTSP、MMS、UDP）
- EDL (CMX3600 Edit Decision List) のエクスポート

### オーディオ
- オーディオスコープ 
  - ラウドネス
  - ピークメーター
  - 波形
  - スペクトラムアナライザー
- JACKトランスポート同期

### ビデオエフェクト
- ソースおよびフィルターとしてのHTML5
- カラーグレーディングツール
- インターレース解除
- ワイプトランジション
- 合成/ブレンドモードの追跡
- クリップの速度と逆効果
- キーフレーム

### ハードウェア
- 入力およびプレビュー監視用のBlackmagic Design SDIおよびHDMI
- ジョグ/シャトル制御用のLeap Motion
- ウェブカメラのキャプチャ
- システムオーディオカードへのオーディオキャプチャ
- SDI(HDMI)、Webカメラ(V4L2)、JACKオーディオ、PulseAudio、IPストリーム、Windows DirectShowデバイスのキャプチャ
- マルチコア並列画像処理(CPUを使用せず、フレームドロップが無効になっている場合のみ)
- DeckLink SDIキーヤー出力
- OpenGL GPUベースの画像処理、16ビットの浮動小数点、カラーコンポーネントごとの線形

## 歴史
Shotcutは、2004年11月にMLTの共同創設者であり最初のリード開発者であるCharlie Yatesによって考案された。  Shotcutの現在のバージョンは、別のMLT共同創設者で現在のリーダーであるDan Dennedyによる完全な書き直しである。 Dennedyは、MLTに基づいて新しいエディターを作成することを望んでおり、Shotcutの名前を非常に気に入ったため、再利用することにした。 彼は、特にWebVfxプラグインとMovitプラグインと組み合わせて、MLTの新しいクロスプラットフォーム機能を実行する何かを作りたかったとされる。 